# Parapenaeon bonnieri
Parapenaeon bonnieri är en kräftdjursart som först beskrevs av Giuseppe Nobili1906.  Parapenaeon bonnieri ingår i släktet Parapenaeon och familjen Bopyridae. Inga underarter finns listade i Catalogue of Life.